# Jacqueline Antaramian
Jacqueline Antaramian (armenisch Ժակլին Անթառամյան; * 7. Oktober 1962 in Jerewan, ehem. Armenische Sozialistische Sowjetrepublik) ist eine armenische Schauspielerin.

## Leben und Karriere
Jacqueline Antaramian stammt aus Jerewan in Armenien, welches damals noch Teil der Sowjetunion war. Vor dem Beginn ihrer Karriere in Film und Fernsehen, stand sie einige Zeil lang in Stücken wie Hamlet, von William Shakespeare, auf der Theaterbühne, u. a. am Shakespeare Theater of New Jersey.
Ihr Schauspieldebüt vor der Kamera gab sie 1993 in einer Episode der US-Serie Diagnose: Mord. Es folgten bald weitere Gastrollen in Fernsehserien, etwa in Law & Order, Third Watch – Einsatz am Limit, Die Sopranos oder ein Auftritt in Lipstick Jungle 2008. Seitdem war sie seltener vor der Kamera zu sehen. 
2013 spielte sie die Rolle einer Krankenschwester im Film Side Effects – Tödliche Nebenwirkungen. Darauf folgten dann auch wieder mehr Engagements, etwa in The Blacklist, Taxi Brooklyn, Good Wife, Detective Laura Diamond, Elementary, Unforgettable, Madam Secretary, The Path, Homeland oder American Gods.

## Filmografie (Auswahl)
- 1993: Diagnose: Mord (Diagnosis Murder, Fernsehserie, Episode 1x03)
- 1997–1998: Law & Order (Fernsehserie, 2 Episoden)
- 1998: Ausnahmezustand (The Siege)
- 2004: Third Watch – Einsatz am Limit (Third Watch, Fernsehserie, Episode 6x09)
- 2006: Die Sopranos (The Sopranos, Fernsehserie, Episode 6x06)
- 2008: Lipstick Jungle (Fernsehserie, Episode 2x03)
- 2011: The Metropolitan Opera HD Live (Fernsehserie, Episode 5x07)
- 2013: Side Effects – Tödliche Nebenwirkungen (Side Effects)
- 2014: Law and Order: New York (Fernsehserie, Episode 15x18)
- 2014: The Blacklist (Fernsehserie, Episode 1x18)
- 2014: Taxi Brooklyn (Fernsehserie, Episode 1x08)
- 2014: Good Wife (The Good Wife, Fernsehserie, Episode 5x21)
- 2014: Detective Laura Diamond (Fernsehserie, Episode 1x09)
- 2015: Forever (Fernsehserie, Episode 1x15)
- 2015: #ThatThingFromBefore (Fernsehserie, Episode 1x04)
- 2015: Elementary (Fernsehserie, Episode 4x04)
- 2016: Unforgettable (Fernsehserie, Episode 4x08)
- 2016: Women Who Kill
- 2016: Madam Secretary (Fernsehserie, 3 Episoden)
- 2016: The Path (Fernsehserie, Episode 1x10)
- 2017: American Gods (Fernsehserie, Episode 1x03)
- 2017: Never Here
- 2017: Chicago P.D. (Fernsehserie, Episode 5x02)
- 2017–2020: Homeland (Fernsehserie, 3 Episoden)
- 2018: Human Affairs
- 2018: The Tick (Fernsehserie, 2 Episoden)
- 2018: Marvel’s Jessica Jones (Fernsehserie, 2 Episoden)
- 2018: Counterpart (Fernsehserie, 2 Episoden)
- 2018: Succession (Fernsehserie, Episode 1x06)
- 2018–2019: Counterpart (Fernsehserie, 4 Episoden)
- 2019: High Maintenance (Fernsehserie, Episode 3x04)
- 2019: Veronica Mars (Fernsehserie, 6 Episoden)
- 2020: Bull (Fernsehserie, Episode 4x14)
- 2020–2021: Search Party (Fernsehserie, 2 Episoden)
- 2023: Ahsoka (Fernsehserie, Episode 1x03)